# カリーニン原子力発電所
カリーニン原子力発電所 (ロシア語: Калининская АЭС)はロシア連邦のモスクワから200km北西のトヴェリ州ウドムリャ近郊に存在する原子力発電所。国営企業のロスエネルゴアトムが運用・所有している。カリーニン原子力発電所はトヴェリ州のほとんどの電力に加えモスクワ、サンクトペテルブルク、ウラジーミルなどにも電力を供給している。2005年、原子力発電所は17.3TWhの電力を送電網に送っている。4台の150m高の冷却塔は地元のランドマークになっている。これらはそれぞれ96のコンクリート部品からできている。
2009年3月に新設のカリーニン原発4号機の原子炉格納容器がほぼ完成した。原子炉は2011年11月8日に初臨界を達成した。

## 原子炉
現在までの4基の原子炉が存在する
| 原子炉              | 原子炉形式    | 正味発電量 | 総発電量 | 建設開始      | 送電開始       | 運用開始       | 停止   |
| ------------------- | ------------- | ---------- | -------- | ------------- | -------------- | -------------- | ------ |
| 1号機 (Kalinin - 1) | VVER-1000/338 | 950 MW     | 1,000 MW | 1977年2月1日  | 1984年5月9日   | 1985年6月12日  | 2029年 |
| 2号機 (Kalinin - 2) | VVER-1000/338 | 950 MW     | 1,000 MW | 1982年2月1日  | 1986年12月3日  | 1987年3月3日   | 2031年 |
| 3号機 (Kalinin - 3) | VVER-1000/320 | 950 MW     | 1,000 MW | 1985年10月1日 | 2004年12月16日 | 2005年11月8日  | 2034年 |
| 4号機 (Kalinin - 4) | VVER-1000/320 | 950 MW     | 1,000 MW | 1986年8月1日  | 2011年11月24日 | 2012年12月25日 | 2042年 |

## 画像
- 2号機のタービンルーム
- 遠景
- 遠景2

## 註
1. ↑  Second layer of the reactor containment of the 4th unit of Kalinin NPP mounted, 13 March 2009, access date: 3 May 2009
2. ↑  Power Reactor Information System of the IAEA: "Russian Federation: Nuclear Power Reactors"